# Campillo de Llerena
Campillo de Llerena ist eine Kleinstadt und eine Gemeinde (municipio) mit nur noch 1.314 Einwohnern (Stand: 2024) im Südosten der spanischen Provinz Badajoz in der Autonomen Gemeinschaft Extremadura.

## Lage
Campillo de Llerena liegt etwa 70 Kilometer südöstlich von Mérida und etwa 165 Kilometer ostsüdöstlich von Badajoz in einer Höhe von ca. 500 m. Das Klima im Winter ist gemäßigt, im Sommer dagegen warm bis heiß; die eher geringen Niederschlagsmengen (ca. 450 mm/Jahr) fallen – mit Ausnahme der nahezu regenlosen Sommermonate – verteilt übers ganze Jahr.

## Bevölkerungsentwicklung
| Jahr      | 1970 | 1981 | 1991 | 2001 | 2011 | 2021 |
| Einwohner | 2541 | 1931 | 1810 | 1734 | 1461 | 1333 |

## Sehenswürdigkeiten
- Bartholomäuskirche (Iglesia de San Bartolomé)
- Soldatenfriedhof